# عامر حیزم
عامر حیزم (انگلیسی: Hameur Hizem؛ زادهٔ ۲۲ سپتامبر ۱۹۳۷) بازیکن و مربی سابق فوتبال اهل تونس است.